# William T. Riker
William Thomas „Will” Riker egy Star Trek-szereplő, akit Jonathan Frakes játszik el. Csillagflotta-tiszt a Star Trek: Az új nemzedék című televíziós sorozatokban (parancsnoki rangban), és a filmekben. A barátai „Will”-nek szólítják. Az új nemzedékben és az első három filmben , mely szintén a sorozat szereplőire épül Jean-Luc Picard kapitány első tisztje a USS Enterprise-D fedélzetén, továbbá a USS Enterprise-E-n. A Star Trek – Nemezis végén előléptetik, és a USS Titan parancsnoka lesz.

## Élete az Enterprise előtt
William Riker Kyle Riker és Betty Riker gyermekeként született az Alaszkai Valdezban 2335-ben. 2350-ben az idősebb Riker otthagyta a fiát, a felesége pár évvel korábban halt
meg. William gyűlölte apját emiatt, s nem beszéltek egészen 2365-ig (Az új nemzedék "Az Icarus faktor"). Riker felvételt nyert a Csillagflotta Akadémiába 2353-ban, és sikeresen vizsgázott 2357-ben, mint a nyolcadik legjobb az évfolyamban. Az első megbizatása keretében a USS Pegazusra került, ahol is mint kormányos szolgált. Amikor a legénység rájött, hogy a kapitány illegális lopakodó technológia kifejlesztésén dolgozik, fellázadtak ellene. Riker zászlós kiállt a kapitány mellett, annak ellenére, hogy a kísérletekkel megszegték az algeroni békeegyezményt, ami a Föderáció és a romulánok között köttetett. Ez az egyezmény 48 évre békét hozott a kvadránsba, és szigorúan tiltotta az álcázó berendezések fejlesztését
föderációs részről.
Fézerharc bontakozott ki Riker részéről az incidens során, de a kapitánynak és a legénység egy pár tagjának sikerült elmenekülni a Pegazusról. Az álcázó berendezés működésében hiba lépett fel, robbanás történt, melynek következtében úgy hírlett, hogy a hajó elpusztult. Valójában ez nem következett be, hanem messzire sodródott, végül a teljes álcázás megszűnt, és a hajó félig materializálódott egy aszteroidába.
Egyik küldetése során jutott el a Betazedre, ahol megismerkedett Deanna Troijal (TNG: "Encounter at Farpoint") és a USS Patyomkinnak lett a másod tisztje. Egy bolygóról
a hajó fedélzetére történő felsugárzás alkalmával egy transzporterbaleset áldozata lett,
mely során pontos másolat készült róla, aki később a Thomas Riker nevet vette fel, és a
bolygón maradt. Ezek után a USS Hoodon szolgált, mint parancsnokhelyettes. A (TNG: "The
Arsenal of Freedom") című részben visszautasítja a USS Drake parancsnoki székét.

## Az Enterprise fedélzetén
2364-ben felkérték, és csatlakozott a USS Enterprise-D föderációs zászlóshajó legénységéhez,
ahol is Jean-Luc Picard kapitány alatt szolgált, mint első tiszt (TNG: "Encounter at
Farpoint"). Nem sokkal később ismét visszautasította egy hajó, ezúttal a USS Aries kapitányi
beosztását (TNG: "The Icarus Factor"). A 2366-67-es Borg invázió során Riker lett az
Enterprise parancsnoka, miután Picardot a Borg asszimilálta. A kapitány kiszabadítása után Riker ismét az első tisztje lett a Föderációs csillaghajónak. Rikernek később felkínálták a USS Melbourne kapitányi rangját, de az elpusztult a Borggal szemben vívott, Wolf 359-es csatában.
Riker az Enterprise-D-n szolgált egészen annak megsemmisüléséig (2371), majd az újonnan
megépült Enterprise-E-n is folytatta a szolgálatot, míg végül is a USS Titan parancsnoka nem lett. Ugyanebben az évben elvette Deanna Troit.
Az Enterprise fedélzetén Riker egy közkedvelt személy volt, aki közeli barátságokat alakított
ki a legénységgel. Gyakran töltötte be a nagykövet szerepét, s így gyakran került érzelmi
viszonyba több idegen nővel.

## Alternatív idősíkok
Egy más Riker jelenik meg a "Párhuzamok" című részben. Itt Riker marad az Enterprise
parancsnoka, miután Jean-Luc Picard kapitányt nem sikerült a Borg fogságából kiszabadítani.
Egy másik változat szerint, miután a Borg lerohanta, és elfoglalta az Alfa Kvadránst,
megsemmisül az Enterprise-szal együtt.
A "Jó dolgok" című jövőbeni idővonal szerint Riker admirális lesz, és az Enterprise lesz a
zászlós hajója. Itt Worf és Riker gyűlölik egymást, mivel egymást hibáztatják Deanna Troi
haláláért.